# Vladimir Nazor
Vladimir Nazor (Postire, 30 maggio 1876 – Zagabria, 19 giugno 1949) è stato un politico, poeta e scrittore croato di orientamento comunista.

## Biografia
È stato il primo presidente della Repubblica Popolare di Croazia, in qualità di presidente dell'Assemblea Nazionale della Repubblica Popolare di Croazia (Parlamento Popolare della Repubblica Popolare di Croazia).
Come scrittore, Nazor acquistò molta popolarità letteraria in Croazia scrivendo di storie e leggende popolari. È noto per aver scritto la canzone Uz marsala Tita nella versione serbo-croata (con il maresciallo Tito).